# خداحافظی خوب
خداحافظی خوب (به انگلیسی: Good Goodbye) یک ترانه با زبان انگلیسی از گروه لینکین پارک است؛ در این ترانه لینکین پارک از چند خواننده و رپر دیگر نیز بهره برده است.

## موزیک ویدئو
موزیک ویدئوی رسمی این ترانه توسط رفتون (Rafatoon) کارگردانی و در ۱۳ آوریل ۲۰۱۷ منتشر شد؛ این ویدئو تنها در یوتیوب، بیش از ۲۳ میلیون بازدید داشته است.

## رتبه در جدول
| جدول 2017                     | رتبه در جدول |
| اتریش (رتبه‌بندی آهنگ ها)      | 69           |
| جمهوری چک (صد رادیو برتر)     | 44           |
| جمهوری چک (صد آهنگ برتر)      | 19           |
| فرانسه (SNEP)                 | 173          |
| آلمان (جدول رسمی آلمان‌ها)     | 65           |
| نیوزیلند (RMNZ)               | 6            |
| پرتغال (AFP)                  | 70           |
| سوئیس (Schweizer Hitparade)   | 49           |
| ایالات متحده آمریکا (بیلبورد) | 15           |
| ----------------------------- | ------------ |